# Lista över avsnitt av Vår tid är nu
Detta är en avsnittsguide till Vår tid är nu.

## Säsongsöversikt
| Säsong | Säsong | År   | Avsnitt | Avsnitt | Originalvisning       | Originalvisning      | Originalvisning |
| Säsong | Säsong | År   | Avsnitt | Avsnitt | Första sändningsdatum | Sista sändningsdatum | Originalkanal   |
| ------ | ------ | ---- | ------- | ------- | --------------------- | -------------------- | --------------- |
|        | 1      | 2017 | 10      | 10      | 2 oktober             | 4 december           | SVT             |
|        | 2      | 2018 | 10      | 10      | 1 oktober             | 3 december           | SVT             |
|        | 3      | 2019 | 8       | 8       | 28 oktober            | 16 december          | SVT             |
|        | 4      | 2020 | 4       | 4       | 25 december           | 25 december          | SVT             |

## Avsnitt

### Säsong 1 (2017)
| Nr i serien | Nr i säsongen | Titel            | Regissör                       | Manus                          | Sändningsdatum   | Tittarsiffror (miljoner) |
| ----------- | ------------- | ---------------- | ------------------------------ | ------------------------------ | ---------------- | ------------------------ |
| 1           | 1             | "Freden"         | Harald Hamrell                 | Ulf Kvensler                   | 2 oktober 2017   | 1,488                    |
| 2           | 2             | "Hemkomsten"     | Harald Hamrell                 | Johan Rosenlind & Ulf Kvensler | 9 oktober 2017   | 1,421                    |
| 3           | 3             | "Jubileet"       | Harald Hamrell                 | Ulf Kvensler                   | 16 oktober 2017  | 1,515                    |
| 4           | 4             | "Hemligheter"    | Harald Hamrell                 | Ulf Kvensler & Malin Nevander  | 23 oktober 2017  | 1,549                    |
| 5           | 5             | "Källarmästaren" | Harald Hamrell & Molly Hartleb | Ulf Kvensler                   | 30 oktober 2017  | 1,464                    |
| 6           | 6             | "Nyöppningen"    | Harald Hamrell & Molly Hartleb | Ulf Kvensler & Malin Nevander  | 6 november 2017  | 1,566                    |
| 7           | 7             | "Kräftskivan"    | Harald Hamrell & Molly Hartleb | Ulf Kvensler & Johan Rosenlind | 13 november 2017 | 1,390                    |
| 8           | 8             | "Avtalet"        | Harald Hamrell & Molly Hartleb | Ulf Kvensler                   | 20 november 2017 | 1,408                    |
| 9           | 9             | "Hemmafrun"      | Harald Hamrell                 | Ulf Kvensler & Malin Nevander  | 27 november 2017 | 1,620                    |
| 10          | 10            | "Hoppet"         | Harald Hamrell                 | Ulf Kvensler & Johan Rosenlind | 4 december 2017  | 1,717                    |

### Säsong 2 (2018)
| Nr i serien | Nr i säsongen | Titel                    | Regissör                         | Manus                                          | Sändningsdatum   | Tittarsiffror (miljoner) |
| ----------- | ------------- | ------------------------ | -------------------------------- | ---------------------------------------------- | ---------------- | ------------------------ |
| 11          | 1             | "Julklappen"             | Anna Zackrisson                  | Ulf Kvensler                                   | 1 oktober 2018   | 1,609                    |
| 12          | 2             | "Rock'n'roll"            | Anna Zackrisson                  | Johan Rosenlind & Ulf Kvensler                 | 8 oktober 2018   | –                        |
| 13          | 3             | "Gamla familjer och nya" | Anna Zackrisson                  | Johan Rosenlind, Malin Nevander & Ulf Kvensler | 15 oktober 2018  | –                        |
| 14          | 4             | "Surprise de Nina"       | Anna Zackrisson                  | Johan Rosenlind, Malin Nevander & Ulf Kvensler | 22 oktober 2018  | –                        |
| 15          | 5             | "Boken"                  | Harald Hamrell & Andrea Östlund  | Ulf Kvensler                                   | 29 oktober 2018  | –                        |
| 16          | 6             | "Bella Italia"           | Harald Hamrell & Andrea Östlund  | Ulf Kvensler                                   | 5 november 2018  | –                        |
| 17          | 7             | "Tiotusenkronorsfrågan"  | Harald Hamrell & Andrea Östlund  | Ulf Kvensler & Johan Rosenlind                 | 12 november 2018 | –                        |
| 18          | 8             | "Predikan"               | Harald Hamrell & Anna Zackrisson | Malin Nevander                                 | 19 november 2018 | –                        |
| 19          | 9             | "Egen majoritet"         | Harald Hamrell & Anna Zackrisson | Ulf Kvensler & Malin Nevander                  | 26 november 2018 | –                        |
| 20          | 10            | "Begravningen"           | Harald Hamrell & Anna Zackrisson | Ulf Kvensler & Johan Rosenlind                 | 3 december 2018  | –                        |

### Säsong 3 (2019)
| Nr i serien | Nr i säsongen | Titel               | Regissör                         | Manus                              | Sändningsdatum   | Tittarsiffror (miljoner) |
| ----------- | ------------- | ------------------- | -------------------------------- | ---------------------------------- | ---------------- | ------------------------ |
| 21          | 1             | "Nattklubben"       | Harald Hamrell                   | Ulf Kvensler                       | 28 oktober 2019  |                          |
| 22          | 2             | "VIP"               | Harald Hamrell                   | Ulf Kvensler & Pernilla Oljelund   | 4 november 2019  | –                        |
| 23          | 3             | "Creme de la creme" | Harald Hamrell                   | Ulf Kvensler & Pernilla Oljelund   | 11 november 2019 | –                        |
| 24          | 4             | "Avgång"            | Harald Hamrell                   | Ulf Kvensler & Pernilla Oljelund   | 18 november 2019 | –                        |
| 25          | 5             | "Hemkomsten"        | Harald Hamrell & Andrea Östlund  | Ulf Kvensler & Pernilla Oljelund   | 25 november 2019 | –                        |
| 26          | 6             | "Almarna"           | Harald Hamrell & Andrea Östlund  | Ulf Kvensler & Pernilla Oljelund   | 2 december 2019  | –                        |
| 27          | 7             | "Nedräkningen"      | Harald Hamrell & Anna Zackrisson | Malin Nevander & Pernilla Oljelund | 9 december 2019  | –                        |
| 28          | 8             | "Framtiden"         | Harald Hamrell & Anna Zackrisson | Malin Nevander & Pernilla Oljelund | 16 december 2019 | –                        |

### Säsong 4 (2020)
| Nr i serien | Nr i säsongen | Titel       | Regissör      | Manus                                          | Sändningsdatum   | Tittarsiffror (miljoner) |
| ----------- | ------------- | ----------- | ------------- | ---------------------------------------------- | ---------------- | ------------------------ |
| 29          | 1             | "Försommar" | Måns Herngren | Ulf Kvensler, Malin Nevander & Johan Rosenlind | 25 december 2020 | –                        |
| 30          | 2             | "Midsommar" | Måns Herngren | Ulf Kvensler, Malin Nevander & Johan Rosenlind | 25 december 2020 | –                        |
| 31          | 3             | "Högsommar" | Måns Herngren | Ulf Kvensler, Malin Nevander & Johan Rosenlind | 25 december 2020 | –                        |
| 32          | 4             | "Sensommar" | Måns Herngren | Ulf Kvensler, Malin Nevander & Johan Rosenlind | 25 december 2020 | –                        |